# 何錦欣
何錦欣 （1972年2月6日—），中學就讀於瑪利諾神父教會學校，畢業於香港浸會大學傳理學院社會科學學士（主修廣播新聞）及香港科技大學文學碩士（人文學）及美國麻薩諸塞大學英國語文研究碩士。
加入政府之前，曾在香港電台中英文台、香港有線電視新聞部、香港亞洲電視新聞部（本港台、國際台）及香港無綫電視新聞部（翡翠台、明珠台）任職中英文記者及主播。雖然她能說出一口流利的英語，但她比較少在英文台出現。於2004年曾加入香港政府政務職系，曾出任環境運輸及工務局助理秘書長及教育局助理秘書長(高等教育)，亦曾任保良局副行政總監，現於香港中文大學擔任學生事務處處長。